# Saint-Denis-sur-Ouanne
Saint-Denis-sur-Ouanne is een plaats en voormalige Franse gemeente in het het arrondissement Auxerre van departement Yonne in regio Bourgogne-Franche-Comté en telt 148 inwoners (2004).

## Geschiedenis
Op 1 januari 2016 werden de gemeenten van de Communauté de communes de l'orée de Puisaye, waar Saint-Denis-sur-Ouanne deel van uitmaakte, samengevoegd tot de huidige gemeente Charny Orée de Puisaye.

## Geografie
De oppervlakte van Saint-Denis-sur-Ouanne bedraagt 10,1 km², de bevolkingsdichtheid is 14,7 inwoners per km².
De onderstaande kaart toont de ligging van Saint-Denis-sur-Ouanne met de belangrijkste infrastructuur en aangrenzende gemeenten.

## Demografie
Onderstaande figuur toont het verloop van het inwonertal (bron: INSEE-tellingen).